# Château de Threave
Le château de Threave (Threave Castle en anglais) est un donjon du milieu du XIVe siècle, situé sur une île de la Dee, à deux kilomètres et demi à l’ouest de Castle Douglas, dans le Dumfries and Galloway en Écosse. Il servit de fief aux Douglas « noirs » jusqu'à leur chute en 1455.